# Marguerite Huré
Pour les articles homonymes, voir Huré.
Marguerite Huré (1895-1967) est une artiste peintre et une maître-verrier française. Elle est considérée comme l'introductrice de l'abstraction dans le domaine du vitrail religieux.

## Biographie
Marguerite Félicie Augustine Huré est née rue Michel Bizot à Paris (12e arrondissement) le 
9 décembre 1895 d'un père employé dans les assurances et d'une mère sans profession.
Elle s'initie au dessin à l'Académie Julian et suit les cours du sculpteur Laurent Marqueste à l'École des beaux-arts de Paris de 1914 à 1919. Surnommée Plum, elle partage alors un atelier au 86 rue Notre-Dame-des-Champs avec Renée Trudon et Jeanne Malivel, qu'elle choque par son apparence et son style ostensiblement masculins.  Elle étudie ensuite l'art du vitrail auprès du peintre verrier Émile Ader, et rencontre Maurice Denis dont elle revendique l'influence. Du choix du vitrail comme art, elle dira :
« J'ai sculpté trois ans aux Beaux-arts, mais je me suis tournée vers le vitrail, parce que c'est l'art le plus complet, à la fois science et divination, technique savante et poésie. Dans les cathédrales, le vitrail n'a-t-il pas autant de place que la sculpture ? ».
Elle fonde son propre atelier en 1920 ; en 1926, il est situé au 12 rue François-Guibert (Paris, 15e arrondissement). Puis Auguste Perret lui fait construire un atelier lumineux au 25 rue du Belvédère à Boulogne-Billancourt - juste à côté de l'atelier de Dora Gordine, où Marguerite Huré travaille de 1929 à 1939. 
Elle collabore, en particulier dans le cadre des Ateliers d'art sacré, rue Notre-Dame-des-Champs, avec des artistes comme Maurice Denis, George Desvallières, Marie Alain Couturier, Valentine Reyre ou Jean Bazaine, et avec de nombreux architectes, notamment Auguste Perret. Ce dernier la fait intervenir sur l'Église Notre-Dame du Raincy, la chapelle de l’école de la Colombière à Chalon-sur-Saône et sur l'église Saint-Joseph du Havre. 
En 1933, elle reconnaît avoir vendu en 1928 à un collectionneur américain, pour des raisons financières, les vitraux de l'église de Fécamp qu'elle était chargée de restaurer.
Fière de son indépendance dans un milieu masculin et renommée, la jeune femme en salopette qui fume la pipe intrigue et la presse contemporaine lui consacre de nombreux portraits : Comœdia, Le Figaro, Les Dimanches de la femme, L'Intransigeant, Le Gaulois, La Croix, Le Journal.
Après la guerre, elle travaille avec Marcelle Lecamp (1910-2000), également maître-verrier, qui deviendra sa compagne et son héritière. 
Marguerite Huré meurt à Paris le 26 octobre 1967. Le fonds des 2 artistes Marguerite Huré et Marcelle Lecamp est conservé au musée des Années Trente.

## La « brique Huré »
Elle a notamment mis au point la « brique Huré », une brique creuse blanche dont les extrémités sont munies de feuillures et reçoivent un verre incolore du côté intérieur et coloré à l'extérieur, permettant de jouer sur les reflets lumineux pour créer une ambiance colorée. Son procédé n'a cependant eu que peu de succès puisqu'il n'a été utilisé que dans l'église Notre-Dame-des-Missions d'Épinay-sur-Seine et à l'église Sofar au Liban, édifiée par l'architecte libanais Edde et aujourd'hui détruite.

## Hommages
- Un jardin du 12e arrondissement, dans son quartier de naissance, porte son nom, le jardin Marguerite-Huré[20].

## Œuvres[21]
- Église Notre-Dame du Raincy[22]
- Chapelle de l’école de la Colombière à Chalon-sur-Saône
- Église Saint-Joseph du Havre[22]
- Vitraux de l'église saint Budoc à Beuzec-Conq, Finistère, 1923-1926
- église de la Trinité de Fécamp
- église Notre-Dame-des-Missions d'Epinay-sur-Seine (verrière réalisée à partir d'un dessin de Valentine Reyre présentée à l'Exposition coloniale internationale de Vincennes en 1931 avant d'être installée à Epinay-sur-Seine)[22]
- Vitraux de la crypte de l'église Notre-Dame-de-Toute-Grâce du plateau d'Assy
- Vitraux de l'église Sainte-Foy à Burzy en Saône-et-Loire [23],[24] (Notre-Dame du monde entier, Le Bon Pasteur et deux représentations de Sainte-Foy[7]).
- Vitraux de la chapelle du Petit séminaire du Sacré-Cœur de Voreppe (Isère, 1932-1933).
- Lycée Jean XXIII aux Herbiers (Vendée)